# Либкнехт, Роберт

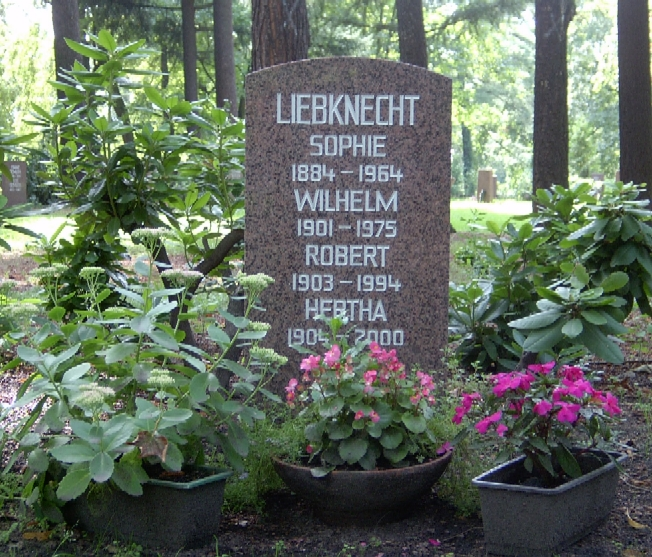
Могила Роберта Либкнехта на Центральном кладбище Фридрихсфельде

Роберт Либкнехт (нем. Robert Liebknecht, 26 февраля 1903, Берлин — 26 октября 1994, Париж) — немецкий и французский художник. Сын Карла Либкнехта от первого брака.

## Биография
Рано лишился отца.
Учился в Берлине у Кете Кольвиц, Г. Балушека и В. Якеля, в Дрездене у Р. Штерля.
В 1926-27 гг. посетил Францию, а в 1928-29 — Советский Союз, где получил заказ на портрет собственного отца. Кончив учение, вернулся в Берлин, несколько лет прожил там свободным художником и преподавателем рисования.
В 1933 г. Либкнехт бежал от нацистов в Париж. Во Франции он сблизился с Максом Эрнстом и О. Фрейндлихом.
Во время Второй мировой войны был интернирован, в 1943-46 гг. жил в Швейцарии.
После возвращения во Францию некоторое время работал в Муассаке, затем вернулся в Париж. В 1956 г. получил французское гражданство.
Похоронен в Берлине на Центральном кладбище Фридрихсфельде.
Дочь Роберта, Марианна, архитектор и танцовщица, живёт в Вене, имеет двух сыновей.

## Выставки
- 1927 Дрезденская академическая выставка
- 1929 Выставка федерации немецких художников в Нюрнберге
- 1939 Нью-Йорк, галерея A.C.A.
- 1945 Базель
- 1957 Ганновер, галерея Koch
- 1970, 1973, 1976, 1982, 1987 Цюрих, Rotapfel
- 1991 Амстердам, K 61